# Charles-Gabriel-Frédéric Christin
Charles-Gabriel-Frédéric Christin (9 mai 1741, Saint-Claude - 19 octobre 1799, Saint-Claude) est un juriste et homme politique français.

## Biographie
Fils de Charles-Antoine Christin, avocat au parlement, lieutenant général de police et maire de Saint-Claude, et d'Anne Claudine Michalet, Charles-Gabriel-Frédéric Christin est lui-même avocat au parlement de Besançon avant la Révolution et est chargé de défendre la cause des serfs du Jura, combattant la mainmorte, tâche dans laquelle son ami Voltaire l'aida de sa parole et de sa plume.
Le 16 avril 1789, Christin est élu député du tiers états aux États généraux par le bailliage d'Aval, avec 235 voix sur 373 votants. Il vote avec la majorité toutes les réformes proposées et y montra de la modération. Il est l'un des trois commissaires chargés de faire l'inventaire du Garde-Meuble de la Couronne.
De retour en Franche-Comté après la session, il y devient président du tribunal de son district et maire de Saint-Claude de 1795 à 1799.
Magistrat lettré, il réunit cinq volumes in-folio de notes manuscrites sur l'histoire de sa province ; ces curieuses recherches furent consumées en 1799, dans l'incendie qui détruisit la ville de Saint-Claude, catastrophe dans laquelle il trouva lui-même la mort.
Il avait épousé Marie Josèphe Gabet, fille de Jacques Gabet, avocat en parlement, magistrat et échevin, et de Jeanne Antoine Bayard de La Ferté, en 1773. Elle est la nièce Jacques François Bayard de La Ferté, grand vicaire du diocèse de Saint-Claude, la petite-nièce de François Ignace Dunod de Charnage, la cousine germaine de Jean-Joseph Alexis David de Saint-Georges et d'Alexis-Ignace de Crestin.
Il est le beau-frère du député Marc-François Bonguyod et l'oncle d'Antoine-Gabriel Christin, officier d'ordonnance de Napoléon Bonaparte, qui sera créé baron en 1813.
Un monument, réalisé par Marguerite Syamour, fut élevé à la mémoire de Voltaire et Christin à Saint-Claude en 1887, puis démonté en 1943. Voltaire et Christin sont actuellement commémorés par deux bustes, boulevard de la République.

## Publications

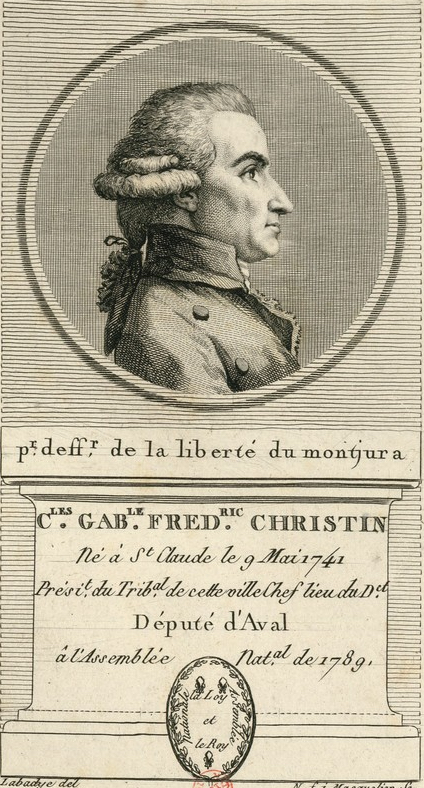
Charles-Gabriel-Frédéric Christin

- Au roy en son conseil pour les sujets du roi qui réclament la liberté de la France: contre des moines bénédictins devenus chanoines de St. Claude en Franche-Comté , 1770 (avec Voltaire). Texte en ligne.
- Dissertations sur l'abbaye de Saint-Claude, ses légendes, ses chroniques, ses chartes, etc., 1772
- Collection des Mémoires présentés au Conseil du roi par les habitants du Montjura et le chapitre de Saint-Claude., 1772 (avec Voltaire)
- Lettre du P. Polycarpe à l'avocat général Séguier sur le livre des inconvénients des droits féodaux.
- Commentaire historique sur les œuvres de l'auteur de la Henriade: avec les pièces originales et les preuves, 1776 (avec Voltaire, Joseph-Marie Durey de Morsan et Jean-Louis Wagnière)
- Inventaire des diamans de la couronne, perles, pierreries, tableaux, pierres gravées, et autres monumens des arts et des sciences existans au garde-meuble, 1791 (avec Jean-Marie Bion et François-Pascal Delattre)

### Sources
- André Vuillermoz, Patrick Simon, Voltaire-Christin et la mainmorte en Haut-Jura, Éditions Cabedita, 1998 (Google books)
- A.Robert et G.Cougny, Biographie extraite du dictionnaire des parlementaires français de 1789 à 1889, Bourloton, Paris.
- Roger Bergeret et Jean Maurel, L'avocat Christin (1741-1799) : un collaborateur de Voltaire des Lumières à la Révolution : De la lutte contre la mainmorte à la défense des libertés de 1789., 2002
- Joseph Paul Augustin Benoît, Histoire de l'abbaye et de la terre de Saint-Claude, 1892
- Œuvres complètes de Voltaire avec des remarques et des notes historiques, scientifiques et littéraires: Politique et législation
- Jean-Marie Thiébaud, Les députés des villes et villages de Franche-Comté aux assemblées du Tiers Etat en 1789, 1989
- Notices d'autorité :   - VIAF
  - ISNI
  - BnF (données)
  - IdRef
  - LCCN
  - GND
  - Belgique
  - Pays-Bas
  - Vatican
  - WorldCat